# Gregory Scott Aldering
Gregory Scott Aldering, también conocido simplemente como Greg Aldering (n. 1959) es un astrónomo estadounidense, actualmente en el Lawrence Berkeley Laboratory de la Universidad de California. Sus intereses centrales son la cosmología, con mediciones de sus parámetros, y la exploración de la naturaleza de "energía oscura" y la distribución a gran escala de la materia en el universo. Sus estudios cosmológicos actuales se centran en el uso de supernovas de tipo Ia como instrumentos para determinar los parámetros cosmológicos, a través de su participación en la Supernova Cosmology Project. Es ahora investigador principal del Experimento Nearby Supernova Factory, y es también coinvestigador en el Supernova / Acceleration Probe.

## Descubrimientos
Mientras era un estudiante en el Massachusetts Institute of Technology, de 1980 a 1983, descubrió algunos asteroides. Hasta el momento ha clasificado unas 266 supernovas, y es codescubridor del SN 2002bk.
| (9004) 1982 UZ2   | 22 de octubre de 1982 |
| (17398) 1982 UR2  | 20 de octubre de 1982 |
| (19951) 1982 UW2  | 20 de octubre de 1982 |
| (100001) 1982 UC3 | 20 de octubre de 1982 |

## Epónimos
El asteroide del cinturón principal (26533) Aldering descubierto en el año 2000 por el Catalina Sky Survey fue llamado así en su honor.

## Algunas publicaciones

### Libros
- gregory Scott Aldering. 1990. The large scale space distribution of emission-line galaxies. 328 pp.

- -----------------------------. 1990b. The large scale space distribution of emission-line galaxies (Galaxy). Editor The University Of Michigan, 174 pp.

- -----------------------------. 1982. Selecting filters for observing planetary occultations: the June 15, 1983 Neptune occultation as a case study. Editor Massachusetts Institute of Technology, Dept. of Physics, 110 pp.

## Honores
- 1988: Galardón Dudley[2]